# Willie Phiri
Willie Phiri   (Rhodèsia del Nord, 3 de juny de 1953 - Chingola, 2 de juny de 2011) és un exfutbolista zambià de la dècada de 1970.
Fou internacional amb la selecció de futbol de Zàmbia.
Pel que fa a clubs, destacà a Nchanga Rangers F.C. durant quinze temporades.
Trajectòria com a entrenador:
- 1984–1988: Nchanga Rangers
- 1989–1991: Notwane Football Club, Gaborone, Botswana
- 1991–1993: Nchanga Rangers